# پورنیما (بازیگر)
پورنیما (بنگالی: পূর্ণিমা؛ زادهٔ ۱۱ ژوئیه ۱۹۸۱) هنرپیشه اهل کشور بنگلادش است. نام اصلی وی دیلار هانفی ریتا است. وی از سال ۱۹۹۷ میلادی تاکنون مشغول فعالیت بوده‌است و به وسیلهٔ کارگردانی به نام زاکیر حسین مشهور شده است.